# Trance.nu
Trance.nu je bila neodvisna glasbena spletna stran o trance-u, pisana v angleščini. Vsebovala je novice, recenzije, intervjuje in forum.
Trance.nu je gostovala glasovanje za najljubšo skladbo po izboru poslušalcev Future Favorite, ki je del radijske oddaje Armina van Buurena A State of Trance. Pri ustvarjanju strani je sodeloval tudi trance producent in DJ Jezper Söderlund, bolje poznan kot Airbase. 9. oktobra 2010 je stran zaključila z delovanjem.